# Bakhtiyar Aliyev (homme politique)
Bakhtiyar Aliyev (né le 20 mars 1961 à Agdam) est un homme politique azerbaïdjanais, membre des IIe, IIIe, IVe, Ve et VIe législatures de l'Assemblée nationale d'Azerbaïdjan.

## Biographie
Il est né le 20 mars 1961 à Agdam. Il est diplômé de la faculté de psychologie de l'Université d'État de Moscou.

## Prix
- Ordre de la Gloire